# Danh sách Tỉnh trưởng Chính phủ Nhân dân Trung Quốc nhiệm kỳ 2022 - 2027
Dưới đây là danh sách Tỉnh trưởng Chính phủ Nhân dân của Trung Quốc trong nhiệm kì 2022 - 2027.

## Danh sách Tỉnh trưởng Chính phủ Nhân dân 2022 - 2027
Ủy viên dự khuyết Ủy ban Trung ương Đảng Cộng sản Trung Quốc khóa XIX       Ủy viên Ủy ban Trung ương Đảng Cộng sản Trung Quốc khóa XIX
| STT                                                                                | Đơn vị                                             | Chức vụ                                            | Họ tên                                             | Sinh                                               | Tộc/Giới                                           | Quê quán                                           | Học hàm/Học vị                                       | Nhiệm kỳ                                           | liên kết=                                          |
| Phó Bí thư Tỉnh ủy, Tỉnh trưởng Chính phủ Nhân dân                                 | Phó Bí thư Tỉnh ủy, Tỉnh trưởng Chính phủ Nhân dân | Phó Bí thư Tỉnh ủy, Tỉnh trưởng Chính phủ Nhân dân | Phó Bí thư Tỉnh ủy, Tỉnh trưởng Chính phủ Nhân dân | Phó Bí thư Tỉnh ủy, Tỉnh trưởng Chính phủ Nhân dân | Phó Bí thư Tỉnh ủy, Tỉnh trưởng Chính phủ Nhân dân | Phó Bí thư Tỉnh ủy, Tỉnh trưởng Chính phủ Nhân dân | Phó Bí thư Tỉnh ủy, Tỉnh trưởng Chính phủ Nhân dân   | Phó Bí thư Tỉnh ủy, Tỉnh trưởng Chính phủ Nhân dân | Phó Bí thư Tỉnh ủy, Tỉnh trưởng Chính phủ Nhân dân |
| ---------------------------------------------------------------------------------- | -------------------------------------------------- | -------------------------------------------------- | -------------------------------------------------- | -------------------------------------------------- | -------------------------------------------------- | -------------------------------------------------- | ---------------------------------------------------- | -------------------------------------------------- | -------------------------------------------------- |
| 1                                                                                  | An Huy                                             | Tỉnh trưởng An Huy                                 | Vương Thanh Hiến                                   | 7/1963                                             | Hán/Nam                                            | Hà Bắc                                             | TS. Kinh tế                                          | 02/2021 -                                          |                                                    |
| 2                                                                                  | Cam Túc                                            | Tỉnh trưởng Cam Túc                                | Nhậm Chấn Hạc                                      | 03/1964                                            | Hán/Nam                                            | Hồ Bắc                                             | TS. Kinh tế                                          | 12/2020 -                                          |                                                    |
| 3                                                                                  | Cát Lâm                                            | Tỉnh trưởng Cát Lâm                                | Hàn Tuấn                                           | 11/1963                                            | Hán/Nam                                            | Sơn Đông                                           | TS. Nông nghiệp                                      | 11/2020 - 04/2023                                  |                                                    |
| 3                                                                                  | Cát Lâm                                            | Tỉnh trưởng Cát Lâm                                | Hồ Ngọc Đình                                       | 7/1964                                             | Hán/Nam                                            | Sơn Tây                                            | ThS. Kỹ thuật                                        | 03/2023 -                                          |                                                    |
| 4                                                                                  | Chiết Giang                                        | Tỉnh trưởng Chiết Giang                            | Vương Hạo                                          | 10/1963                                            | Hán/Nam                                            | Sơn Đông                                           | CN. Quản trị kinh doanh                              | 09/2021 -                                          |                                                    |
| 5                                                                                  | Giang Tô                                           | Tỉnh trưởng Giang Tô                               | Hứa Côn Lâm                                        | 05/1965                                            | Hán/Nam                                            | Phúc Kiến                                          | CN. Thống kê                                         | 10/2021 -                                          |                                                    |
| 6                                                                                  | Giang Tây                                          | Tỉnh trưởng Giang Tây                              | Diệp Kiến Xuân                                     | 07/1965                                            | Hán/Nam                                            | Phúc Kiến                                          | GS. TS. Thủy văn                                     | 10/2021 -                                          |                                                    |
| 7                                                                                  | Hà Bắc                                             | Tỉnh trưởng Hà Bắc                                 | Vương Chính Phổ                                    | 08/1963                                            | Hán/Nam                                            | Sơn Đông                                           | CN. Quản lý kinh tế nông nghiệp                      | 10/2021 -                                          |                                                    |
| 8                                                                                  | Hà Nam                                             | Tỉnh trưởng Hà Nam                                 | Vương Khải                                         | 07/1962                                            | Hán/Nam                                            | [[Hà Nam]]                                         | TS. Kinh tế                                          | 04/2021 -                                          |                                                    |
| 9                                                                                  | Hải Nam                                            | Tỉnh trưởng Hải Nam                                | Phùng Phi                                          | 12/1962                                            | Hán/Nam                                            | Giang Tây                                          | TS. Điện tử và Tự động hóa                           | 12/2020 - 04/2023                                  |                                                    |
| 9                                                                                  | Hải Nam                                            | Tỉnh trưởng Hải Nam                                | Lưu Tiểu Minh                                      | 9/1964                                             | Hán/Nam                                            | Giang Tô                                           | GS. Kỹ thuật                                         | 04/2023 -                                          |                                                    |
| 10                                                                                 | Hắc Long Giang                                     | Tỉnh trưởng Hải Nam                                | Hồ Xương Thăng                                     | 12/1963                                            | Hán/Nam                                            | Giang Tây                                          | TS. Lịch sử                                          | 02/2021 - 12/2022                                  |                                                    |
| 10                                                                                 | Hắc Long Giang                                     | Tỉnh trưởng Hải Nam                                | Lương Huệ Linh                                     | 8/1962                                             | Hán/Nữ                                             | Hồ Bắc                                             | ThS. Kinh tế chính trị                               | 12/2022 -                                          |                                                    |
| 11                                                                                 | Hồ Bắc                                             | Tỉnh trưởng Hồ Bắc                                 | Vương Trung Lâm                                    | 08/1962                                            | Hán/Nam                                            | Sơn Đông                                           | TS. Quản trị học                                     | 05/2021 -                                          |                                                    |
| 12                                                                                 | Hồ Nam                                             | Tỉnh trưởng Hồ Nam                                 | Mao Vĩ Minh                                        | 05/1961                                            | Hán/Nam                                            | Chiết Giang                                        | KS. Hóa học                                          | 11/2020 -                                          |                                                    |
| 13                                                                                 | Liêu Ninh                                          | Tỉnh trưởng Liêu Ninh                              | Lý Nhạc Thành                                      | 03/1965                                            | Hán/Nam                                            | Hồ Bắc                                             | CN. Cơ khí Chế tạo thiết bị quy trình và Tự động hóa | 10/2021 -                                          |                                                    |
| 14                                                                                 | Phúc Kiến                                          | Tỉnh trưởng Phúc Kiến                              | Triệu Long                                         | 09/1967                                            | Hán/Nam                                            | Liêu Ninh                                          | ThS. Hành chính công                                 | 10/2021 -                                          |                                                    |
| 15                                                                                 | Quảng Đông                                         | Tỉnh trưởng Quảng Đông                             | Vương Vĩ Trung                                     | 03/1962                                            | Hán/Nam                                            | Sơn Tây                                            | NNC. TS. Tài nguyên thiên nhiên                      | 12/2021 -                                          |                                                    |
| 16                                                                                 | Quý Châu                                           | Tỉnh trưởng Quý Châu                               | Lý Bỉnh Quân                                       | 02/1963                                            | Hán/Nam                                            | Sơn Đông                                           | CN. Khoa học hữu cơ                                  | 11/2020 -                                          |                                                    |
| 17                                                                                 | Sơn Đông                                           | Tỉnh trưởng Sơn Đông                               | Chu Nãi Tường                                      | 12/1961                                            | Hán/Nam                                            | Giang Tô                                           | ThS. Kinh tế và Quản lý                              | 05/2021 -                                          |                                                    |
| 18                                                                                 | Sơn Tây                                            | Tỉnh trưởng Sơn Tây                                | Lam Phật An                                        | 06/1962                                            | Hán/Nam                                            | Quảng Đông                                         | ThS. Hành chính                                      | 06/2021 - 12/2022                                  |                                                    |
| 18                                                                                 | Sơn Tây                                            | Tỉnh trưởng Sơn Tây                                | Kim Tương Quân                                     | 07/1964                                            | Hán/Nam                                            | Hồ Nam                                             | TS. Quản trị học                                     | 12/2022 -                                          |                                                    |
| 19                                                                                 | Thanh Hải                                          | Tỉnh trưởng Thanh Hải                              | Ngô Hiểu Quân                                      | 01/1966                                            | Hán/Nam                                            | Giang Tây                                          | TS. Kinh tế học                                      | 03/2022 -                                          |                                                    |
| 20                                                                                 | Thiểm Tây                                          | Tỉnh trưởng Thiểm Tây                              | Triệu Nhất Đức                                     | 02/1965                                            | Hán/Nam                                            | Chiết Giang                                        | ThS. Triết học                                       | 07/2020 - 12/2022                                  |                                                    |
| 20                                                                                 | Thiểm Tây                                          | Tỉnh trưởng Thiểm Tây                              | Triệu Cương                                        | 06/1968                                            | Hán/Nam                                            | Liêu Ninh                                          | ThS. Kỹ thuật                                        | 12/2022 -                                          |                                                    |
| 21                                                                                 | Tứ Xuyên                                           | Tỉnh trưởng Tứ Xuyên                               | Hoàng Cường                                        | 04/1963                                            | Hán/Nam                                            | Chiết Giang                                        | TS. Kỹ thuật                                         | 12/2020 -                                          |                                                    |
| 22                                                                                 | Vân Nam                                            | Tỉnh trưởng Vân Nam                                | Vương Dữ Ba                                        | 01/1963                                            | Hán/Nam                                            | Hà Nam                                             | ThS. Kinh tế và Quản lý                              | 11/2020 -                                          |                                                    |
| Phó Bí thư Thành ủy, Thị trưởng Chính phủ Nhân dân thành phố trực thuộc trung ương |                                                    |                                                    |                                                    |                                                    |                                                    |                                                    |                                                      |                                                    |                                                    |
| 1                                                                                  | Bắc Kinh                                           | Thị trưởng Bắc Kinh                                | Ân Dũng                                            | 08/1969                                            | Hán/Nam                                            | Hồ Bắc                                             | TS. Kỹ thuật hệ thống                                | 10/2022 -                                          |                                                    |
| 2                                                                                  | Thiên Tân                                          | Thị trưởng Thiên Tân                               | Trương Công                                        | 08/1961                                            | Hán/Nam                                            | Bắc Kinh                                           | GS. TS. Kinh tế                                      | 05/2022 -                                          |                                                    |
| 3                                                                                  | Thượng Hải                                         | Thị trưởng Thượng Hải                              | Cung Chính                                         | 03/1960                                            | Hán/Nam                                            | Giang Tô                                           | TS. Kinh tế                                          | 03/2020 -                                          |                                                    |
| 4                                                                                  | Trùng Khánh                                        | Thị trưởng Trùng Khánh                             | Hồ Hoành Hoa                                       | 06/1963                                            | Hán/Nam                                            | Hồ Nam                                             | ThS. Quản lý công thương                             | 12/2021 -                                          |                                                    |
| Phó Bí thư Khu ủy, Chủ tịch Chính phủ Nhân dân Khu tự trị                          |                                                    |                                                    |                                                    |                                                    |                                                    |                                                    |                                                      |                                                    |                                                    |
| 1                                                                                  | Ninh Hạ                                            | Chủ tịch Ninh Hạ                                   | Trương Vũ Phố                                      | 08/1962                                            | Hồi/Nam                                            | Sơn Đông                                           | GS. TS. Quản trị học                                 | 09/2016 -                                          |                                                    |
| 2                                                                                  | Nội Mông                                           | Chủ tịch Nội Mông Cổ                               | Vương Lị Hà                                        | 06/1964                                            | Mông Cổ/Nữ                                         | Liêu Ninh                                          | GS. TS. Kinh tế                                      | 08/2021 -                                          |                                                    |
| 3                                                                                  | Quảng Tây                                          | Chủ tịch Quảng Tây                                 | Lam Thiên Lập                                      | 10/1962                                            | Tráng/Nam                                          | Quảng Tây                                          | TS. Khoa học quản trị                                | 10/2020 -                                          |                                                    |
| 4                                                                                  | Tân Cương                                          | Chủ tịch Tân Cương                                 | Erkin Tuniyaz                                      | 12/1961 -                                          | Uyghur/Nam                                         | Tân Cương                                          | ThS. Kinh tế                                         | 09/2021 -                                          |                                                    |
| 5                                                                                  | Tây Tạng                                           | Chủ tịch Tây Tạng                                  | Nghiêm Kim Hải                                     | 03/1962                                            | Tạng/Nam                                           | Thanh Hải                                          | CN. Ngôn ngữ và Văn học                              | 10/2021 -                                          |                                                    |
| Trưởng quan Hành chính Khu hành chính đặc biệt                                     |                                                    |                                                    |                                                    |                                                    |                                                    |                                                    |                                                      |                                                    |                                                    |
| 1                                                                                  | Hồng Kông                                          | Đặc khu trưởng Hồng Kông                           | Lý Gia Siêu                                        | 12/1957                                            | Hán/Nam                                            | Hồng Kông                                          | ThS. Hành chính công                                 | 07/2022 -                                          |                                                    |
| 2                                                                                  | Ma Cao                                             | Đặc khu trưởng Ma Cao                              | Hạ Nhất Thành                                      | 06/1957                                            | Hán/Nam                                            | Ma Cao                                             | ThS. Kỹ thuật                                        | 12/2019 -                                          |                                                    |

Một số Thị trưởng Trực hạt thị, Đặc khu trưởng
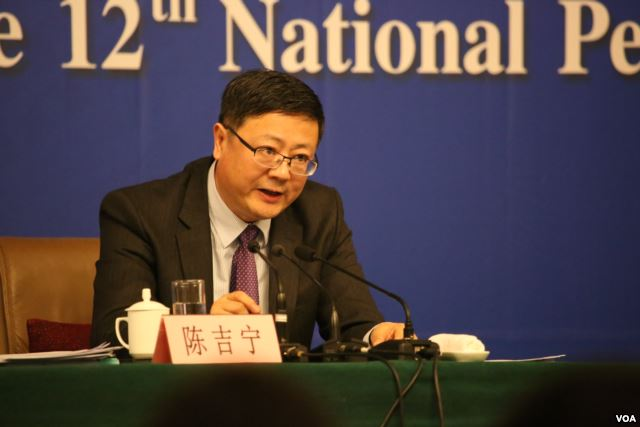
Trần Cát Ninh, Thị trưởng Bắc Kinh
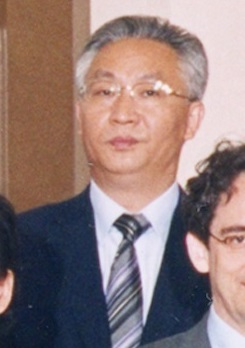
Trương Quốc Thanh, Thị trưởng Thiên Tân
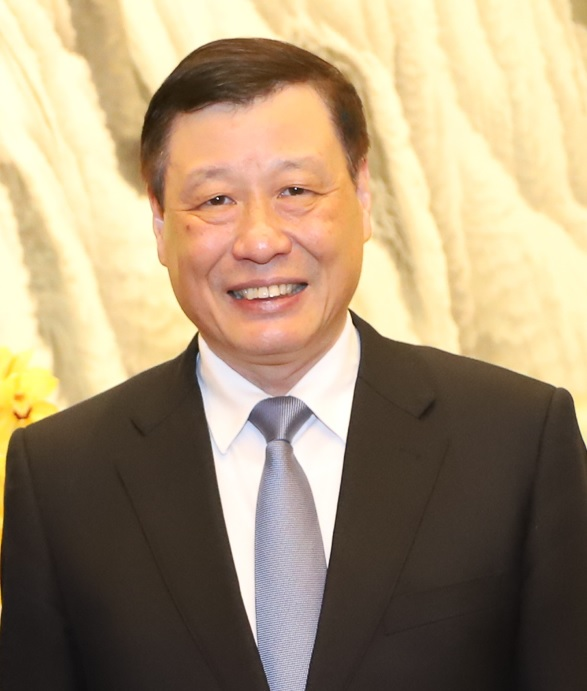
Ứng Dũng, Thị trưởng Thượng Hải
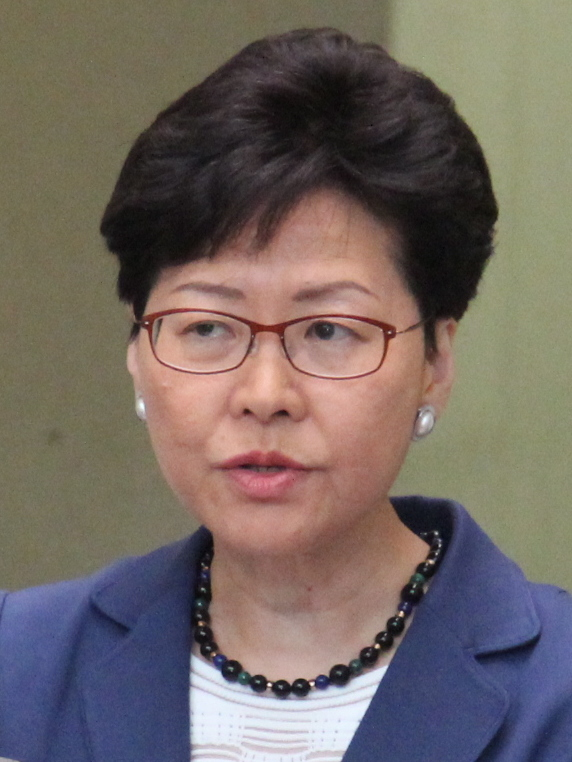
Lâm Trịnh Nguyệt Nga, Đặc khu trưởng Hồng Kông
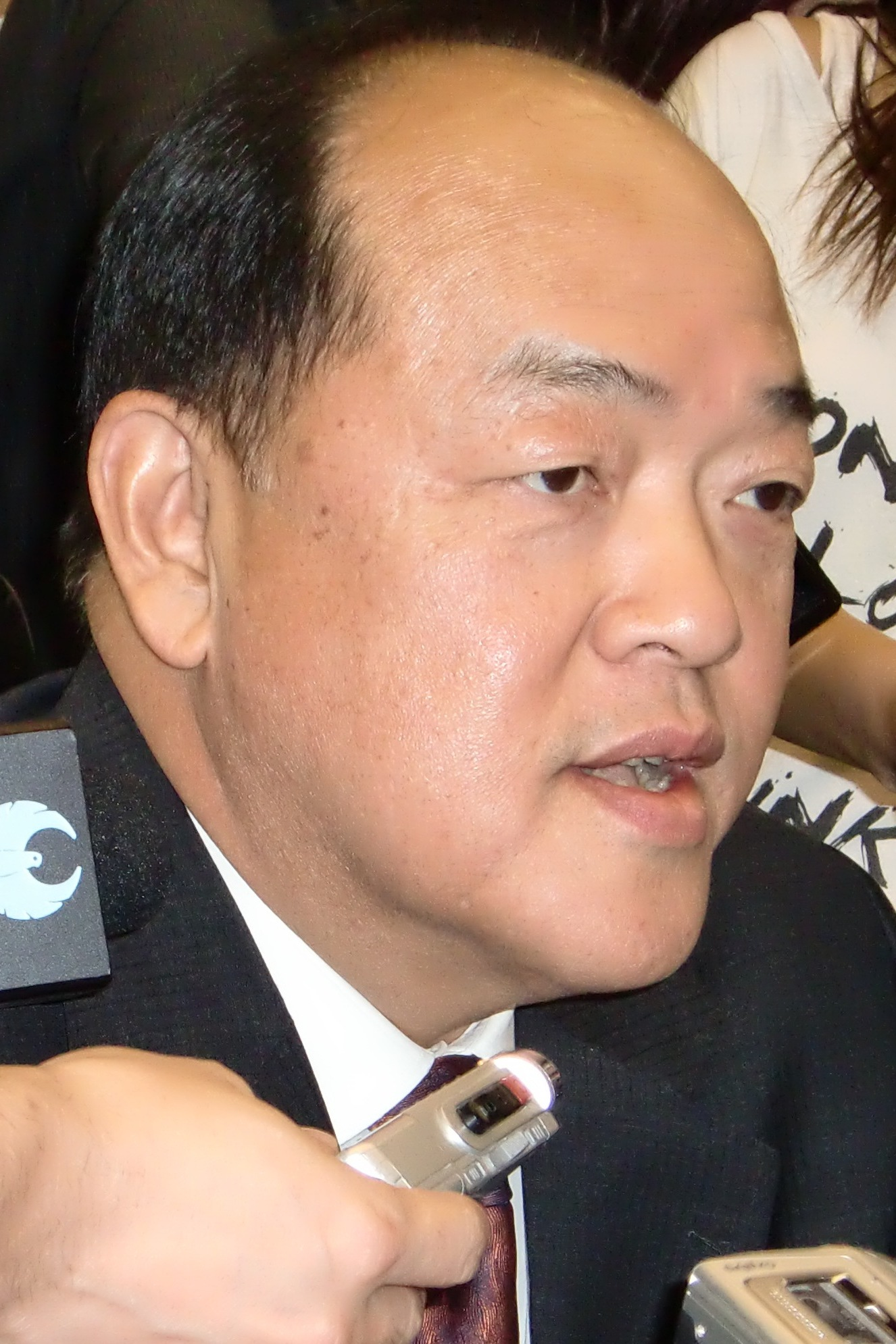
Hạ Nhất Thành, Đặc khu trưởng Ma Cao

Một số Tỉnh trưởng, Chủ tịch Khu tự trị
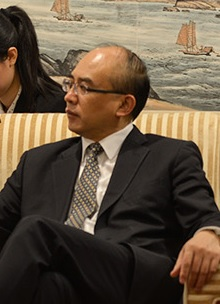
Hứa Cần, Tỉnh trưởng Hà Bắc
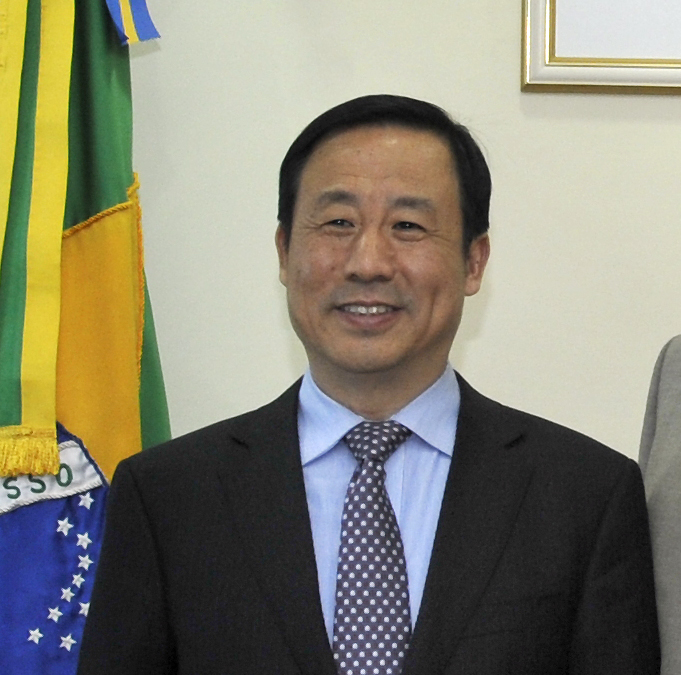
Hứa Đạt Triết, Tỉnh trưởng Hồ Nam
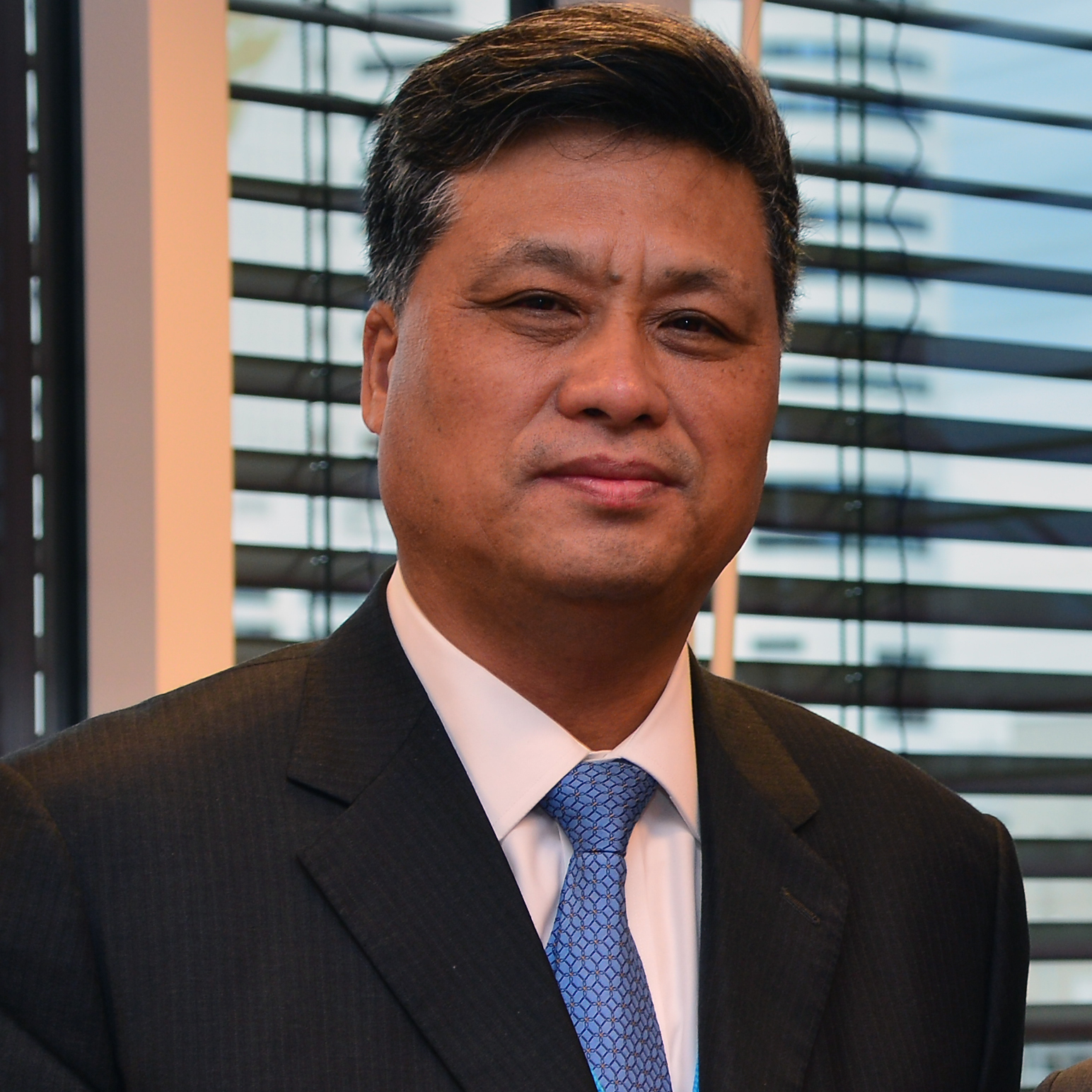
Nhà khoa học Mã Hưng Thụy, Tỉnh trưởng Quảng Đông
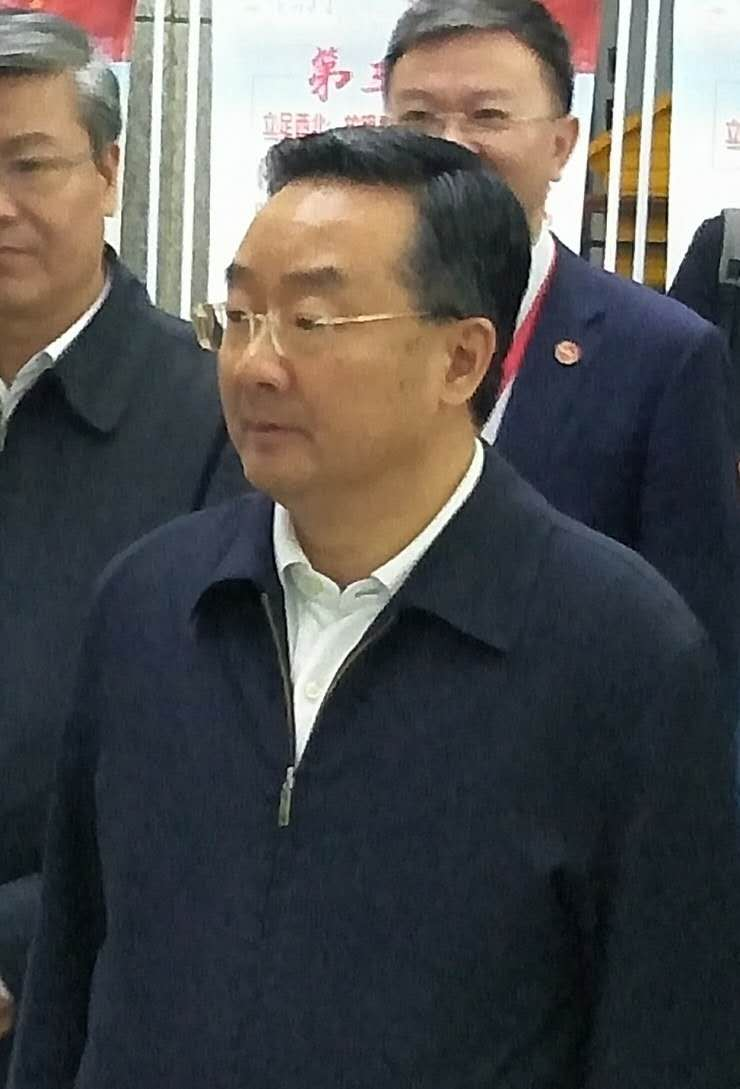
Đường Nhân Kiện, Tỉnh trưởng Cam Túc
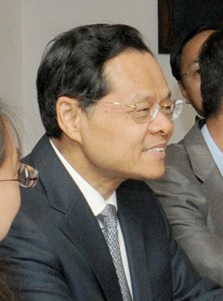
Trần Vũ, Chủ tịch Quảng Tây